# Campionato di Formula E 2017-2018
Il Campionato di Formula E 2017-2018 (per ragioni commerciali denominato ABB Formula E 2017-2018 - Championship) è stata la quarta edizione del campionato dedicato alle monoposto elettriche, che è iniziata il 2 dicembre 2017 e si è conclusa il 15 luglio 2018. Il titolo piloti è stato vinto dal francese Jean-Éric Vergne con la scuderia Techeetah, mentre il titolo costruttori è stato vinto dalla tedesca Audi Sport ABT.

## Regolamento e aspetti tecnici

### Vetture
- La potenza in qualifica delle monoposto rimarrà di 200 kW (272 cavalli) mentre la potenza massima disponibile in gara salirà da 170 kW (231 cavalli) a 180 kW (245 cavalli);
- le batterie avranno ancora una capacità di 28 kWh.

### Squadre
- Renault-e.dams svolge già nel febbraio 2017 una sessione di test con la figurazione per la stagione 4 con Nicolas Prost;[1]
- Mahindra Racing omologa nel mese successivo la power unit per la stagione 4 con Nick Heidfeld;[2]
- il 21 settembre la Panasonic Jaguar Racing presenta vettura e piloti.

### Week end
- Nei week end con 2 E-Prix la domenica vedrà una sola sessione di prove libere, altrimenti conosciuto come Warm-Up.

### Test
- I test si sono svolti a Valencia, sul circuito Ricardo Tormo a partire dal 2 ottobre;
- torna la giornata di test collettivi durante l'anno;
- viene introdotto un rookie test day.

### Gomme
Le gomme sono fornite per tutte le squadre da Michelin; sono derivate da quelle stradali ma montate su cerchioni da gara con una dimensione di 18 pollici. L’azienda fornisce una sola mescola, non esistono quindi gomme da asciutto o da bagnato.

## Scuderie e piloti
| Scuderia                | Costruttore             | Vettura              | Gomme | No. | Piloti                 | Gare      |
| ----------------------- | ----------------------- | -------------------- | ----- | --- | ---------------------- | --------- |
| Mahindra Racing         | Spark - Magneti Marelli | Mahindra M4ELECTRO   | M     | 23  | Nick Heidfeld          | Tutte     |
| Mahindra Racing         | Spark - Magneti Marelli | Mahindra M4ELECTRO   | M     | 19  | Felix Rosenqvist       | Tutte     |
| Renault-e.dams          | Spark-Renault           | Renault Z.E. 17      | M     | 8   | Nicolas Prost          | Tutte     |
| Renault-e.dams          | Spark-Renault           | Renault Z.E. 17      | M     | 9   | Sébastien Buemi        | Tutte     |
| DS Virgin Racing        | Spark - Citroen         | DS Virgin DSV-03     | M     | 2   | Sam Bird               | Tutte     |
| DS Virgin Racing        | Spark - Citroen         | DS Virgin DSV-03     | M     | 36  | Alex Lynn              | Tutte     |
| NIO Formula E Team      | Spark-NIO               | NextEV NIO Sport 003 | M     | 16  | Oliver Turvey          | 1-11      |
| NIO Formula E Team      | Spark-NIO               | NextEV NIO Sport 003 | M     | 16  | Ma Qinghua             | 12        |
| NIO Formula E Team      | Spark-NIO               | NextEV NIO Sport 003 | M     | 68  | Luca Filippi           | 1-7, 9-12 |
| NIO Formula E Team      | Spark-NIO               | NextEV NIO Sport 003 | M     | 68  | Ma Qinghua             | 8         |
| Venturi Grand Prix      | Spark-Venturi           | Venturi VM200-FE-03  | M     | 5   | Maro Engel             | Tutte     |
| Venturi Grand Prix      | Spark-Venturi           | Venturi VM200-FE-03  | M     | 4   | Edoardo Mortara        | 1-8,10    |
| Venturi Grand Prix      | Spark-Venturi           | Venturi VM200-FE-03  | M     | 4   | Tom Dillmann           | 9, 11-12  |
| Audi Sport ABT          | Spark-Audi              | e-tron FE04          | M     | 1   | Lucas Di Grassi        | Tutte     |
| Audi Sport ABT          | Spark-Audi              | e-tron FE04          | M     | 66  | Daniel Abt             | Tutte     |
| Dragon Racing           | Spark-Penske            | Penske EV-2          | M     | 7   | Jérôme d'Ambrosio      | Tutte     |
| Dragon Racing           | Spark-Penske            | Penske EV-2          | M     | 6   | Neel Jani              | 1-2       |
| Dragon Racing           | Spark-Penske            | Penske EV-2          | M     | 6   | José María López       | 3-12      |
| Panasonic Jaguar Racing | Spark-Jaguar            | Jaguar I-Type 2      | M     | 3   | Nelson Piquet Jr.      | Tutte     |
| Panasonic Jaguar Racing | Spark-Jaguar            | Jaguar I-Type 2      | M     | 20  | Mitch Evans            | Tutte     |
| Techeetah               | Spark-Renault           | Renault Z.E. 17      | M     | 18  | André Lotterer         | Tutte     |
| Techeetah               | Spark-Renault           | Renault Z.E. 17      | M     | 25  | Jean-Éric Vergne       | Tutte     |
| MS&AD Andretti          | Spark-Andretti          | Andretti ATEC-03     | M     | 28  | António Félix da Costa | Tutte     |
| MS&AD Andretti          | Spark-Andretti          | Andretti ATEC-03     | M     | 27  | Kamui Kobayashi        | 1-2       |
| MS&AD Andretti          | Spark-Andretti          | Andretti ATEC-03     | M     | 27  | Tom Blomqvist          | 3-8       |
| MS&AD Andretti          | Spark-Andretti          | Andretti ATEC-03     | M     | 27  | Stéphane Sarrazin      | 9-12      |

- Alex Lynn, dopo aver disputato l'E-Prix di New York, viene assunto a tempo pieno dalla DS Virgin Racing;
- Loïc Duval lascia la Dragon Racing e viene sostituito dallo svizzero Neel Jani;
- Nelson Piquet Jr. migra dalla NEXTEV alla Jaguar Racing;
- il team ABT Schaeffler Audi Sport diventa ufficialmente Audi;
- Luca Filippi firma per la NextEV NIO, segnando così il ritorno di un italiano nella categoria dopo 3 anni;
- la Venturi annuncia l'ingaggio di Edoardo Mortara in sostituzione a Tom Dillmann;
- il Team Andretti dopo aver in un primo momento annunciato Tom Blomqvist, ufficializza l'ingaggio del giapponese Kamui Kobayashi.
- Dall'E-Prix di Marrakech 2018 torna al voltante della MS&AD Andretti il pilota britannico Tom Blomqvist.[8]
- Neel Jani annuncia di lasciare la categoria per concentrarsi sul WEC.[5]
- José María López torna nella categoria prendendo il posto di Neel Jani nel team Dragon Racing.[9]
- Ma Qinghua sostituisce Luca Filippi nell'E-Prix di Parigi[10] e Oliver Turvey in gara 2 dell'E-Prix di New York.[11]
- Tom Dillmann sostituisce Edoardo Mortara nell'E-Prix di Berlino 2018 e nell'E-Prix di New York 2018.[12][13]
- Stéphane Sarrazin prende il posto, per gli ultimi quattro E-Prix della stagione, di Tom Blomqvist impegnato nel Campionato del mondo endurance.[14]

## Calendario
Il calendario della stagione 4 aveva inizialmente previsto 14 appuntamenti, con inizio il 2 dicembre a Hong Kong e chiusura il 28-29 luglio a Montréal, ma il 19 dicembre 2017 l'amministrazione della città canadese ha annunciato di non avere più intenzione di finanziare l'E-Prix locale, dunque la doppia gara conclusiva viene quindi eliminata dal calendario. L'ultima tappa non viene sostituita, portando a 12 il numero delle gare.
I nuovi E-Prix annunciati per la stagione 4 si sarebbero dovuti svolgere a San Paolo, Santiago del Cile, Zurigo oltre all'ingresso dell'Italia con l'E-Prix di Roma. Il 19 giugno 2017 viene ufficializzato l'E-Prix di Roma da disputarsi il 14 aprile 2018 sul Circuito cittadino dell'EUR creato per l'occasione. Viene annunciato ufficialmente anche l'E-Prix di Zurigo, che riporta dopo 64 anni le corse automobilistiche sul suolo svizzero.
Il 7 dicembre 2017 viene invece annunciato lo spostamento alla stagione successiva dell'E-Prix di San Paolo, che viene sostituito dall'E-Prix di Punta del Este, già presente nella prima e seconda stagione della categoria.
Il campionato 2017-2018 in Italia è stato trasmesso in diretta e in chiaro da Mediaset su Italia 1 e Italia 2 sul digitale terrestre con il commento di Nicola Villani e Francesco Neri.
| Gara | E-Prix                      | Nazione     | Tracciato                                    | Layout          | Data            |
| ---- | --------------------------- | ----------- | -------------------------------------------- | --------------- | --------------- |
| 1    | E-Prix di Hong Kong Gara 1  | Hong Kong   | Circuito Central Harbourfront di Hong Kong   |                 | 2 dicembre 2017 |
| 2    | E-Prix di Hong Kong Gara 2  | Hong Kong   | Circuito Central Harbourfront di Hong Kong   | 3 dicembre 2017 |                 |
| 3    | E-Prix di Marrakech         | Marocco     | Circuito di Marrakech                        |                 | 13 gennaio 2018 |
| 4    | E-Prix di Santiago          | Cile        | Circuito cittadino di Santiago del Cile      |                 | 3 febbraio 2018 |
| 5    | E-Prix di Città del Messico | Messico     | Autodromo Hermanos Rodríguez                 |                 | 3 marzo 2018    |
| 6    | E-Prix di Punta del Este    | Uruguay     | Circuito cittadino di Punta del Este         |                 | 17 marzo 2018   |
| 7    | E-Prix di Roma              | Italia      | Circuito cittadino dell'EUR                  |                 | 14 aprile 2018  |
| 8    | E-Prix di Parigi            | Francia     | Circuito cittadino di Parigi                 |                 | 28 aprile 2018  |
| 9    | E-Prix di Berlino           | Germania    | Circuito dell'aeroporto di Berlino-Tempelhof |                 | 19 maggio 2018  |
| 10   | E-Prix di Zurigo            | Svizzera    | Circuito cittadino di Zurigo                 |                 | 10 giugno 2018  |
| 11   | E-Prix di New York Gara 1   | Stati Uniti | Circuito cittadino di Brooklyn               |                 | 14 luglio 2018  |
| 12   | E-Prix di New York Gara 2   | Stati Uniti | Circuito cittadino di Brooklyn               | 15 luglio 2018  |                 |

## Risultati e Classifica

### Gare
| Round | Gara              | Pole position    | Giro Veloce       | Pilota Vincitore | Scuderia Vincitrice | Resoconto |
| ----- | ----------------- | ---------------- | ----------------- | ---------------- | ------------------- | --------- |
| 1     | Hong Kong         | Jean-Éric Vergne | Jérôme d'Ambrosio | Sam Bird         | DS Virgin Racing    | Resoconto |
| 2     | Hong Kong         | Felix Rosenqvist | Lucas Di Grassi   | Felix Rosenqvist | Mahindra Racing     | Resoconto |
| 3     | Marrakech         | Sébastien Buemi  | Nelson Piquet Jr. | Felix Rosenqvist | Mahindra Racing     | Resoconto |
| 4     | Santiago          | Jean-Éric Vergne | Sam Bird          | Jean-Éric Vergne | Techeetah           | Resoconto |
| 5     | Città del Messico | Felix Rosenqvist | Lucas Di Grassi   | Daniel Abt       | Audi Sport ABT      | Resoconto |
| 6     | Punta del Este    | Jean-Éric Vergne | José María López  | Jean-Éric Vergne | Techeetah           | Resoconto |
| 7     | Roma              | Felix Rosenqvist | Daniel Abt        | Sam Bird         | DS Virgin Racing    | Resoconto |
| 8     | Parigi            | Jean-Éric Vergne | Lucas Di Grassi   | Jean-Éric Vergne | Techeetah           | Resoconto |
| 9     | Berlino           | Daniel Abt       | Daniel Abt        | Daniel Abt       | Audi Sport ABT      | Resoconto |
| 10    | Zurigo            | Mitch Evans      | André Lotterer    | Lucas Di Grassi  | Audi Sport ABT      | Resoconto |
| 11    | New York          | Sébastien Buemi  | Felix Rosenqvist  | Lucas Di Grassi  | Audi Sport ABT      | Resoconto |
| 12    | New York          | Sébastien Buemi  | Daniel Abt        | Jean-Éric Vergne | Techeetah           | Resoconto |

### Classifica piloti
I punti sono assegnati ai primi 10 classificati in ogni gara, a colui che parte in Pole Position e al pilota con il giro più veloce in gara classificato nei primi 10. I punti sono assegnati seguendo questa struttura:
| Posizione | 1ª | 2ª | 3ª | 4ª | 5ª | 6ª | 7ª | 8ª | 9ª | 10ª | Pole | GV |
| --------- | -- | -- | -- | -- | -- | -- | -- | -- | -- | --- | ---- | -- |
| Punti     | 25 | 18 | 15 | 12 | 10 | 8  | 6  | 4  | 2  | 1   | 3    | 1  |

| 1      | Jean-Éric Vergne       | 2   | 4    | 5    | 1    | 5    | 1    | 5   | 1   | 3   | 10  | 5*  | 1*  | 198 |
| 2      | Lucas Di Grassi        | 17  | 14   | Rit* | Rit* | 9*   | 2    | 2*  | 2*  | 2   | 1*  | 1   | 2   | 144 |
| 3      | Sam Bird               | 1   | 5    | 3    | 5    | 17   | 3    | 1   | 3   | 7   | 2   | 9   | 10  | 143 |
| 4      | Sébastien Buemi        | 11  | 10   | 2*   | 3*   | 3*   | Rit* | 6*  | 5*  | 4*  | 5*  | 3*  | 4*  | 125 |
| 5      | Daniel Abt             | 5*1 | SQ*  | 10*  | Rit  | 1    | 14*  | 4   | 7*  | 1*  | 13* | 2*1 | 3*  | 120 |
| 6      | Felix Rosenqvist       | 14  | 1    | 1    | 4    | Rit* | 5*   | Rit | 8   | 11* | 15  | 14  | 5   | 96  |
| 7      | Mitch Evans            | 12  | 3    | 11   | 7    | 6    | 4    | 9   | 15  | 6   | 7   | Rit | 6   | 68  |
| 8      | André Lotterer         | SQ  | 13   | Rit  | 2    | 13   | 12   | 3   | 6   | 9   | 4   | 7   | 9   | 64  |
| 9      | Nelson Piquet Jr.      | 4   | 12   | 4    | 6    | 4    | Rit  | Rit | Rit | 12  | Rit | Rit | 7   | 51  |
| 10     | Oliver Turvey          | 16  | 6    | Rit  | 14   | 2    | 7    | 12  | 9   | 5   | 9   | SP  | INF | 46  |
| 11     | Nick Heidfeld          | 3   | 16   | 7    | Rit  | Rit  | Rit  | 16  | 11  | 10  | 6   | 6   | 8   | 42  |
| 12     | Maro Engel             | 13  | 7    | 12   | Rit  | 16   | 10   | 8   | 4   | 8   | 11  | 8   | Rit | 31  |
| 13     | Edoardo Mortara        | 7   | 2    | 17   | 13   | 8    | 17   | 10  | 13  |     | Rit |     |     | 29  |
| 14     | Jérôme d'Ambrosio      | Rit | 15   | 15   | 8    | 11   | 9    | 7   | 12  | 19  | 3   | 13  | Rit | 27  |
| 15     | António Félix da Costa | 6   | 11   | 14   | 9    | 7    | 11   | 11  | Rit | 15  | 8   | 11  | 15  | 20  |
| 16     | Alex Lynn              | 8   | 9    | 9    | Rit  | 10   | 6    | Rit | 14  | 16  | 16  | Rit | 14  | 17  |
| 17     | José María López       |     |      | 6    | Rit* | 12   | 8    | 17  | 10  | 18  | 12  | Rit | Rit | 14  |
| 18     | Tom Dillmann           |     |      |      |      |      |      |     |     | 13  |     | 4   | Rit | 12  |
| 19     | Nico Prost             | 9   | 8    | 13   | 10   | Rit  | 15   | 14  | 16  | 14  | Rit | 10  | 11  | 8   |
| 20     | Tom Blomqvist          |     |      | 8    | 11   | 15   | 16   | 15  | Rit |     |     |     |     | 4   |
| 21     | Luca Filippi           | 10* | Rit* | 16   | 12   | 14   | 13   | 13* |     | 17  | Rit | 15  | Rit | 1   |
| 22     | Stéphane Sarrazin      |     |      |      |      |      |      |     |     | 20  | 14  | 12  | 12  | 0   |
| 23     | Ma Qinghua             |     |      |      |      |      |      |     | 17  |     |     |     | 13  | 0   |
| 24     | Kamui Kobayashi        | 15* | 17*  |      |      |      |      |     |     |     |     |     |     | 0   |
| 25     | Neel Jani              | 18  | 18   |      |      |      |      |     |     |     |     |     |     | 0   |
| Fonte: |                        |     |      |      |      |      |      |     |     |     |     |     |     |     |

| Colore  | Risultato             |
| ------- | --------------------- |
| Oro     | Vincitore             |
| Argento | 2º posto              |
| Bronzo  | 3º posto              |
| Verde   | Finito a punti        |
| Blu     | Finito senza punti    |
| Viola   | Ritirato (Rit)        |
| Viola   | Non classificato (NC) |
| Rosso   | Non qualificato (NQ)  |
| Nero    | Squalificato (SQ)     |
| Bianco  | Non partito (NP)      |
| Bianco  | Non ha gareggiato     |
| Bianco  | Infortunato (INF)     |
| Bianco  | Escluso (ES)          |
| Bianco  | Gara cancellata (C)   |

### Classifica Scuderie
| 1      | Audi Sport ABT Schaeffler | 1  | 17  | 14   | Rit* | Rit  | 9*   | 2    | 2*  | 2*  | 2   | 1*  | 1   | 2   | 264 |
| 1      | Audi Sport ABT Schaeffler | 66 | 5*1 | SQ*  | 10*  | Rit* | 1    | 14*  | 4   | 7*  | 1*  | 13* | 2*1 | 3   | 264 |
| 2      | Techeetah                 | 18 | SQ  | 13   | Rit  | 2    | 13   | 12   | 3   | 6   | 9   | 4   | 7   | 9   | 262 |
| 2      | Techeetah                 | 25 | 2   | 4    | 5    | 1    | 5    | 1    | 5   | 1   | 3   | 10  | 5*  | 1   | 262 |
| 3      | DS Virgin Racing          | 2  | 1   | 5    | 3    | 5    | 17   | 3    | 1   | 3   | 7   | 2   | 9   | 10  | 160 |
| 3      | DS Virgin Racing          | 36 | 8   | 9    | 9    | Rit  | 10   | 6    | Rit | 14  | 16  | 16  | Rit | 14  | 160 |
| 4      | Mahindra Racing           | 19 | 14  | 1    | 1    | 4    | Rit* | 5*   | Rit | 8   | 11* | 15  | 14  | 5   | 138 |
| 4      | Mahindra Racing           | 23 | 3   | 16   | 7    | Rit  | Rit  | Rit  | 16  | 11  | 10  | 6   | 6   | 8   | 138 |
| 5      | Renault-e.dams            | 8  | 9   | 8    | 13   | 10   | Rit  | 15   | 14  | 16  | 14  | Rit | 10  | 11  | 133 |
| 5      | Renault-e.dams            | 9  | 11  | 10   | 2*   | 3*   | 3*   | Rit* | 6*  | 5*  | 4*  | 5*  | 3*  | 4   | 133 |
| 6      | Panasonic Jaguar Racing   | 3  | 4   | 12   | 4    | 6    | 4    | Rit  | Rit | Rit | 12  | Rit | Rit | 7   | 119 |
| 6      | Panasonic Jaguar Racing   | 20 | 12  | 3    | 11   | 7    | 6    | 4    | 9   | 15  | 6   | 7   | Rit | 6   | 119 |
| 7      | Venturi Formula E Team    | 4  | 7   | 2    | 17   | 13   | 8    | 17   | 10  | 13  | 13  | Rit | 4   | Rit | 72  |
| 7      | Venturi Formula E Team    | 5  | 13  | 7    | 12   | Rit  | 16   | 10   | 8   | 4   | 8   | 11  | 8   | Rit | 72  |
| 8      | NIO Formula E Team        | 16 | 16  | 6    | Rit  | 14   | 2    | 7    | 12  | 9   | 5   | 9   | SP  | 13  | 47  |
| 8      | NIO Formula E Team        | 68 | 10* | Rit* | 16   | 12   | 14   | 13   | 13* | 17  | 17  | Rit | 15  | Rit | 47  |
| 9      | Dragon Racing             | 6  | 18  | 18   | 6    | Rit* | 12   | 8    | 17  | 10  | 18  | 18  | Rit | Rit | 41  |
| 9      | Dragon Racing             | 7  | Rit | 15   | 15   | 8    | 11   | 9    | 7   | 12  | 19  | 3   | 13  | Rit | 41  |
| 10     | MS&AD Andretti Formula E  | 27 | 15* | 17*  | 8    | 11   | 15   | 16   | 15  | Rit | 20  | 14  | 12  | 12  | 24  |
| 10     | MS&AD Andretti Formula E  | 28 | 6   | 11   | 14   | 9    | 7    | 11   | 11  | Rit | 15  | 8   | 11  | 15  | 24  |
| Fonte: |                           |    |     |      |      |      |      |      |     |     |     |     |     |     |     |